# عمق (البرك)
عمق؛ قرية من مراكز محافظة البرك في تهامة. تقع في شمال المحافظة على مسافة 30 كيلاً، ويقطنها 5464 نسمة.
ذكرها عروة بن الورد العبسي في إحدى قصائده : (الوافر)